# The Colour and the Shape
Albums de Foo Fighters
Foo Fighters
(1995) There Is Nothing Left to Lose
(1999)
Singles
1. Monkey Wrench
Sortie : 28 avril 1997
2. Everlong
Sortie : 18 août 1997
3. My Hero
Sortie : 19 janvier 1998
4. Walking After You
Sortie : 18 août 1998

The Colour and the Shape est un album studio des Foo Fighters. Ils rentrent en studio après une année de tournée (1996) avec Gil Norton, qui a notamment travaillé avec les Pixies. C'est leur premier album en tant que groupe. Après le départ du batteur William Goldsmith, Dave Grohl joue de la batterie sur la plupart des chansons. Taylor Hawkins deviendra le nouveau batteur des Foo Fighters peu de temps avant la sortie de l'album en 1997.

## Historique

### Contexte
L'album est le premier des Foo Fighters en tant que groupe puisque Dave Grohl a enregistré le premier presque intégralement seul, à l'exception d'une partie de guitare jouée par Greg Dulli. The Colour and the Shape est produit par Gil Norton qui est connu pour son travail avec les Pixies. Il a été très exigeant avec le groupe et son interprétation, notamment avec Nate Mendel qui a dû améliorer son jeu à la basse.
Dave Grohl déclare qu'il voulait retourner en studio parce qu'« ils ne voulaient pas que les gens pensent que Foo Fighters était un autre projet parallèle ». Les chansons sont composées pendant les balances audio de l'intense tournée que le groupe a mené pendant huit mois. En plus de la production de l'album, Dave Grohl met un terme définitif à son mariage avec la photographe Jennifer Youngblood.

### Enregistrement et production
Après deux semaines de répétition au cours desquelles Gil Norton passe plusieurs jours avec Dave Grohl dans sa chambre d'hôtel à « ne garder que les simples bases des chansons », l'enregistrement commence le 18 novembre 1996 aux Bear Creek Studios de Woodinville dans l'État de Washington.
Après six semaines de travail, le groupe prend deux semaines de pause dans l'enregistrement. Grohl en profite pour retourner dans sa Virginie natale où il écrit plusieurs nouvelles chansons et en enregistre deux aux WGNS Studios de Washington : Walking After You et une version acoustique d'Everlong. Le groupe excepté William Goldsmith se rassemble de nouveau aux studios Grandmaster Recorders d'Hollywood en février 1997 pendant quatre semaines aux cours desquelles ils ré-enregistrent la majorité de l'album, avec Dave Grohl à la batterie. Ils débutent Monkey Wrench, mais Dave Grohl et Gil Norton sentent que la chanson nécessite plus de travail, et finalement William Goldsmith n'apparaît que sur Doll et Up in Arms. Selon Dave Grohl, ce n'est pas le talent de batteur de William Goldsmith qui est remis en cause mais sa façon de jouer les chansons qui ne colle pas avec ce qu'il a en tête. Il s'est donc chargé de le faire lui-même. William Goldsmith demande même s'il doit venir à Los Angeles, mais Dave Grohl rejette sa proposition en lui disant qu'il ne fait que des re-recordings. Une fois que Nate Mendel lui a expliqué la situation, Dave Grohl estime qu'il est toujours un membre du groupe malgré son remplacement sur les chansons. Malgré cela, William Goldsmith décide de quitter les Foo Fighters.
En 2011, lorsque Dave Grohl évoque les tensions liées au départ de William Goldsmith, il dit « qu'il y a plusieurs raisons qui ont fait que ça n'a pas marché..., mais il y en avait provenant de lui, notamment dues au fait qu'il ne savait pas encore réellement si la batterie, c'était du passé pour lui ». Il déclare également « qu'il aurait aimé gérer la situation différemment... ». Peu de temps après avoir fini l'album, le groupe engage Taylor Hawkins comme nouveau batteur. Mais le guitariste Pat Smear demande à partir à son tour, car il se sent épuisé par la tournée qu'ils viennent de vivre et il n'est pas motivé pour en entamer une nouvelle avec la sortie prochaine du futur album de Foo Fighters. Il reste cependant au sein du groupe le temps qu'un remplaçant lui soit trouvé. Et c'est Franz Stahl, membre fondateur de Scream (groupe de Dave Grohl avant Nirvana) qui est choisi pour lui succéder.

## Parutions et réception
À l'occasion du dixième anniversaire de l'album, il est de nouveau publié le 10 juillet 2007 dans une version qui inclut six faces-B dont Dear Lover, The Colour and the Shape et quatre reprises, avec notamment Baker Street de Gerry Rafferty.

### Accueil critique
L'album reçoit des critiques plutôt positives dans l'ensemble mais elles comparent encore le travail produit à ce que faisait Nirvana, l'ancien groupe de Grohl. Stephen Thomas Erlewine par exemple, journaliste d'AllMusic, dénonce « la foudre et le rock & roll polis » que « même la dernière version glacée de Nevermind n'égale pas avec le rock d'arène sans complexe de The Colour and the Shape ». En revanche, David Browne de Entertainment Weekly estime que l'album « est plus ambitieux que son prédécesseur », n'hésitant d'ailleurs pas à le qualifier de « concept-album ». Il ajoute que « c'est une prise de confiance, une grosse puissance, vigoureuse, métallique et capable de changer de vitesse et de tempo en un rien de temps ». Pour lui, le groupe « grandit de façon évidente » et malgré « l'encore trop proche proximité avec Nirvana et Hole », on sent « l'intensité des sentiments de Grohl monter en puissance, jusqu'à bouillir de rage ». Stuart Berman de Pitchfork définit d'emblée « l'album comme une vraie image de ce à quoi le groupe de Grohl veut ressembler ». Malgré cela, il compare le nouvel album au premier, qui fut enregistré uniquement par Grohl, et dit que « la relation bruit/pop est plus forcée que sur le précédent, que Grohl essaye trop de transformer sa dent toute douce en un croc et qu'il habille chaque chanson d'une dorure chromée à la guitare pour renforcer le volume et la fidélité du morceau, mais qui en fin de compte, ne fait qu'édulcorer son impact ». Christina Kelly de Rolling Stone s'accorde à dire aussi que « c'est le premier vrai album de Foo Fighters » et qu'elle considère « plus le premier comme un projet solo de Grohl ». Et de même, elle ajoute « qu'il ne faut pas s'attendre à de l'abrasif enregistré dans une boîte à ordures comme faisait Pat Smear dans son groupe des Germs. C'est du son puissant de rock moderne et prêt à passer en radio. Certains diront qu'il est surproduit : sur les ballades, les chants sont trop préparés et sonnent faux ». Puis, elle termine en disant « que les cris peuvent devenir ennuyeux, mais c'est ce que Grohl sait le mieux faire ». Robert Christgau parle sur son site « d'un vrai groupe, d'un vrai producteur, de vraies paroles, d'une vraie souffrance, et plus important, d'un vrai talent ». Il ajoute que « Dave Grohl ne saura sûrement jamais chanter, jouer ou se faire désirer comme Kurt Cobain savait le faire, mais son divorce lui inspire pleinement la musique qui signifiait tant pour lui et les millions d'autres fans de Kurt Cobain ».
En 1998, l'album est nommé aux Grammy Awards dans la catégorie « Meilleur Album Rock » mais est devancé par Blue Moon Swamp de John Fogerty.

### Classements et certifications
| Classement musical                    | Meilleure position |
| ------------------------------------- | ------------------ |
| Allemagne (Media Control AG)          | 41                 |
| Australie (ARIA)                      | 5                  |
| Autriche (Ö3 Austria Top 40)          | 19                 |
| Belgique (Flandre Ultratop)           | 7                  |
| Belgique (Wallonie Ultratop)          | 18                 |
| Canada (Canadian Albums)              | 8                  |
| États-Unis (Billboard 200)            | 10                 |
| Finlande (Suomen virallinen lista)    | 12                 |
| France (SNEP)                         | 24                 |
| Norvège (VG-lista)                    | 20                 |
| Nouvelle-Zélande (RIANZ)              | 10                 |
| Pays-Bas (Mega Album Top 100)         | 39                 |
| Royaume-Uni (UK Albums Chart)         | 3                  |
| Royaume-Uni (UK Rock and Metal Chart) | 1                  |
| Suède (Sverigetopplistan)             | 10                 |
| Suisse (Schweizer Hitparade)          | 50                 |

| Pays                  | Ventes      | Certifications |
| --------------------- | ----------- | -------------- |
| Australie (ARIA)      | 70 000 +    | Platine        |
| Canada (Music Canada) | 100 000 +   | Platine        |
| États-Unis (RIAA)     | 1 000 000 + | Platine        |
| Japon (RIAJ)          | 100 000 +   | Or             |
| Royaume-Uni (BPI)     | 300 000 +   | Platine        |

## Caractéristiques techniques

### Pochette
Même si Foo Fighters est un groupe américain, le titre de l'album est écrit « à l'anglaise » avec l'utilisation du mot Colour (et non color utilisé en anglais nord-américain). C'est un clin d’œil à Gil Norton qui est anglais.

## Fiche technique

### Liste des titres
Toutes les chansons sont écrites et composées par Dave Grohl, Nate Mendel et Pat Smear sauf si annoté.
| No  | Titre                     | Durée |
| --- | ------------------------- | ----- |
| 1.  | Doll                      | 1:23  |
| 2.  | Monkey Wrench             | 3:51  |
| 3.  | Hey, Johnny Park!         | 4:08  |
| 4.  | My Poor Brain             | 3:33  |
| 5.  | Wind Up                   | 2:32  |
| 6.  | Up In Arms                | 2:15  |
| 7.  | My Hero                   | 4:20  |
| 8.  | See You                   | 2:26  |
| 9.  | Enough Space (Grohl)      | 2:37  |
| 10. | February Stars            | 4:49  |
| 11. | Everlong (Grohl)          | 4:10  |
| 12. | Walking After You (Grohl) | 5:03  |
| 13. | New Way Home              | 5:40  |

| 1. | Requiem (reprise de Killing Joke)        | Everlong (CD2)                                                                          | 3:34 |
| 2. | Drive Me Wild (reprise de Vanity 6)      | Everlong (CD1)/My Hero (édition japonaise)                                              | 3:25 |
| 3. | Down in the Park (reprise de Gary Numan) | Monkey Wrench (CD2)/Everlong (édition limitée australienne)/My Hero (édition japonaise) | 4:07 |
| 4. | Baker Street (reprise de Gerry Rafferty) | My Hero (éditions anglaises et japonaises)/Next Year (CD2)                              | 5:40 |

| 1. | The Colour and the Shape              | 3:23 |
| 2. | Weenie Beenie (concert à l'Île de Ré) | 3:18 |
| 3. | Winnebago (concert à l'Île de Ré)     | 3:06 |

| 1. | Requiem (reprise de Killing Joke)        | Everlong (CD2)                                                                          | 3:33 |
| 2. | Drive Me Wild (reprise de Vanity 6)      | Everlong (CD1)/My Hero (édition japonaise)                                              | 3:14 |
| 3. | Down in the Park (reprise de Gary Numan) | Monkey Wrench (CD2)/Everlong (édition limitée australienne)/My Hero (édition japonaise) | 4:09 |
| 4. | Baker Street (reprise de Gerry Rafferty) | My Hero (éditions anglaises et japonaises)/Next Year (CD2)                              | 5:37 |

| 14. | The Colour and the Shape | Monkey Wrench (CD1) | 3:21 |

| 14. | Requiem (reprise de Killing Joke)                        | Everlong (CD2)                                             | 3:33 |
| 15. | Drive Me Wild (reprise de Vanity 6)                      | Everlong (CD1)                                             | 3:13 |
| 16. | Down in the Park (reprise de Gary Numan et Tubeway Army) | Monkey Wrench (CD2)                                        | 4:08 |
| 17. | Baker Street (reprise de Gerry Rafferty)                 | My Hero                                                    | 5:37 |
| 18. | Dear Lover                                               | My Hero (éditions anglaises et japonaises)/Next Year (CD2) | 4:32 |
| 19. | The Colour and the Shape                                 | Monkey Wrench (CD1)                                        | 3:23 |

### Interprètes
Foo Fighters
- Dave Grohl – chant, guitare principale, batterie
- Pat Smear – guitare rythmique
- Nate Mendel – basse
- William Goldsmith – batterie sur Doll, Up in Arms (crédité pour l'intro), My Poor Brain (chœur uniquement, non crédité), The Colour and the Shape (non crédité), Down in the Park (non crédité), Weenie Beenie (non crédité) et Winnebago (non crédité)
- Taylor Hawkins – batterie sur les chansons bonus Requiem, Drive Me Wild et Baker Street

Musiciens additionnels
- Lance Bangs, Chris Bilheimer et Ryan Boesch – applaudissements sur See You

### Équipe de production
- Gil Norton – production
- Bradley Cook, Geoff Turner – ingénieurs du son
- Ryan Boesch, Todd Burke, Don Farwell, Ryan Hadlock, Jason Mauza –  assistants ingénieurs du son
- Chris Sheldon – mixage
- Bob Ludwig – mastering
- Bradley Cook, Geoff Turner – techniciens pour l'enregistrement
- Jeffery Fey, Foo Fighters, Tommy Steele, George Mimnaugh – art et design de l'album
- Andy Engel – design du logo
- Josh Kessler – photographie

### Ouvrages
1. 1 2  (en) Jeff Apter, The Dave Grohl Story, Music Sales Group, 2006, 424 p. (ISBN 978-1846094804), p. 304
2. ↑  Apter, 2006. p. 306

### Autres sources
- (en) Cet article est partiellement ou en totalité issu de l’article de Wikipédia en anglais intitulé « The Colour and the Shape » (voir la liste des auteurs).

1. 1 2 3  (en) Back and Forth, publié en 2011 par RCA Records
2. ↑  (en) « Interview Foo », sur fooarchive.com (consulté le 12 juillet 2012)
3. ↑  (en) « Foo Dictionary », sur foofighters.com (consulté le 12 décembre 2011)
4. ↑  (en) RTE2fm, « Oxegen 2011 - Foo Fighters Dave Grohl », sur YouTube, 10 juillet 2011 (consulté le 22 novembre 2011)
5. 1 2 3  (en) Stephen Thomas, « The Colour and the Shape - Foo Fighters », sur allmusic.com (consulté le 22 novembre 2011)
6. 1 2  (en) David Browne, « The Colour and the Shape Review », sur ew.com (consulté le 10 avril 2012)
7. 1 2  (en) « The Colour and the Shape [10th Anniversary Special Edition #93; Pitchfork », sur pitchforkmedia.com (version du 1er mars 2009 sur Internet Archive)
8. 1 2  (en) Christina Kelly, « Foo Fighters: The Colour And The Shape : Music Reviews : Rolling Stone », sur rollingstone.com (consulté le 22 novembre 2011)
9. 1 2  (en) Robert Christgau, « Foo Fighters »
10. ↑  (en) « Grammy Awards 1998 », sur news.google.com (consulté le 25 juillet 2012)
11. ↑  (de) Charts.de – Foo Fighters – The Colour and the Shape. GfK Entertainment. PhonoNet GmbH.
12. ↑  (en) Australian-charts.com – Foo Fighters – The Colour and the Shape. ARIA Top 50 album. Hung Medien.
13. ↑  (de) Austriancharts.at – Foo Fighters – The Colour and the Shape. Ö3 Austria Top 40. Hung Medien.
14. ↑  (nl) Ultratop.be – Foo Fighters – The Colour and the Shape. Ultratop 200 albums. Ultratop et Hung Medien / hitparade.ch.
15. ↑  Ultratop.be – Foo Fighters – The Colour and the Shape. Ultratop 200 albums. Ultratop et Hung Medien / hitparade.ch.
16. ↑  (en) Foo Fighters - Chart history – Billboard. Canadian Albums Chart. Prometheus Global Media.
17. ↑  (en) Foo Fighters - Chart history – Billboard. Billboard 200. Prometheus Global Media.
18. ↑  (fi) Finnishcharts.com – Foo Fighters – The Colour and the Shape. Suomen virallinen lista. Hung Medien.
19. ↑  Lescharts.com – Foo Fighters – The Colour and the Shape. SNEP. Hung Medien.
20. ↑  (en) Norwegiancharts.com – Foo Fighters – The Colour and the Shape. VG-lista. Hung Medien.
21. ↑  (en) Charts.org.nz – Foo Fighters – The Colour and the Shape. RIANZ. Hung Medien.
22. ↑  (nl) Dutchcharts.nl – Foo Fighters – The Colour and the Shape. Mega Album Top 100. Hung Medien.
23. ↑  (en) Official Albums Chart Top 100. UK Albums Chart. The Official Charts Company.
24. ↑  « Official Rock & Metal Albums Chart Top 40 18 May 1997 - 24 May 1997 », sur officialcharts.com (consulté le 17 mai 2021)
25. ↑  (en) Swedishcharts.com – Foo Fighters – The Colour and the Shape. Sverigetopplistan. Hung Medien.
26. ↑  (en) Swisscharts.com – Foo Fighters – The Colour and the Shape. Schweizer Hitparade. Hung Medien.
27. ↑  (en) « Accreditations - 1998 Albums », sur aria.com.au
28. ↑  (en) « April 2010 Certifications (CRIA) », sur musiccanada.com (consulté le 30 avril 2012)
29. ↑  (en) « RIAA - Gold & Platinum », sur riaa.com (consulté le 30 avril 2012)
30. ↑  (ja) « Gold Disc Certification », sur riaj.or.jp, mai 1998 (consulté le 29 avril 2019)
31. ↑  (en) « BPI - certified awards », sur bpi.co.uk (consulté le 30 avril 2012)